# Лавассааре
Ла́вассааре (эст. Lavassaare) — городской посёлок в муниципалитете Пярну. До 2017 года — поселковая волость в Эстонии в уезде Пярнумаа.

## География
Расположен в 18 км к северо-западу от уездного центра — города Пярну. Права посёлка получил в 1949 году.

## Население
По данным переписи населения 2011 года в посёлке проживали 460 человек, из них 383 (83,3 %) — эстонцы.
По состоянию на 1 января 2020 число жителей посёлка составляло 456 человек.

## История
Деревня Лавассааре впервые упомянута в 1624 году (Lawasser). В 1919 году здесь было основано торфяное производство, в первую очередь снабжавшее торфом Синдискую текстильную фабрику, позже также Пярнускую льняную фабрику. Для транспортировки торфа в 1924 году было завершено строительство узкоколейной железной дороги Лавассааре—Пярну (Поотси)—Синди. железнодорожная станция в Синди была закрыта в 1969 году, в Поотси — в 1975 году.
В 1941-1944 годах в местечке Вана-Лавассааре находился немецкий концентрационный лагерь.
Статус волости Лавассааре получил 19 декабря 1991 года.

## Экономика
Лавассааре — посёлок торфяников, возникший у крупного торфяного болота. Торфяная отрасль до сих пор остаётся основной в посёлке. Жители посёлка работают в основном на торфоразработках и на обслуживающей их узкоколейной железной дороге.

## Достопримечательности

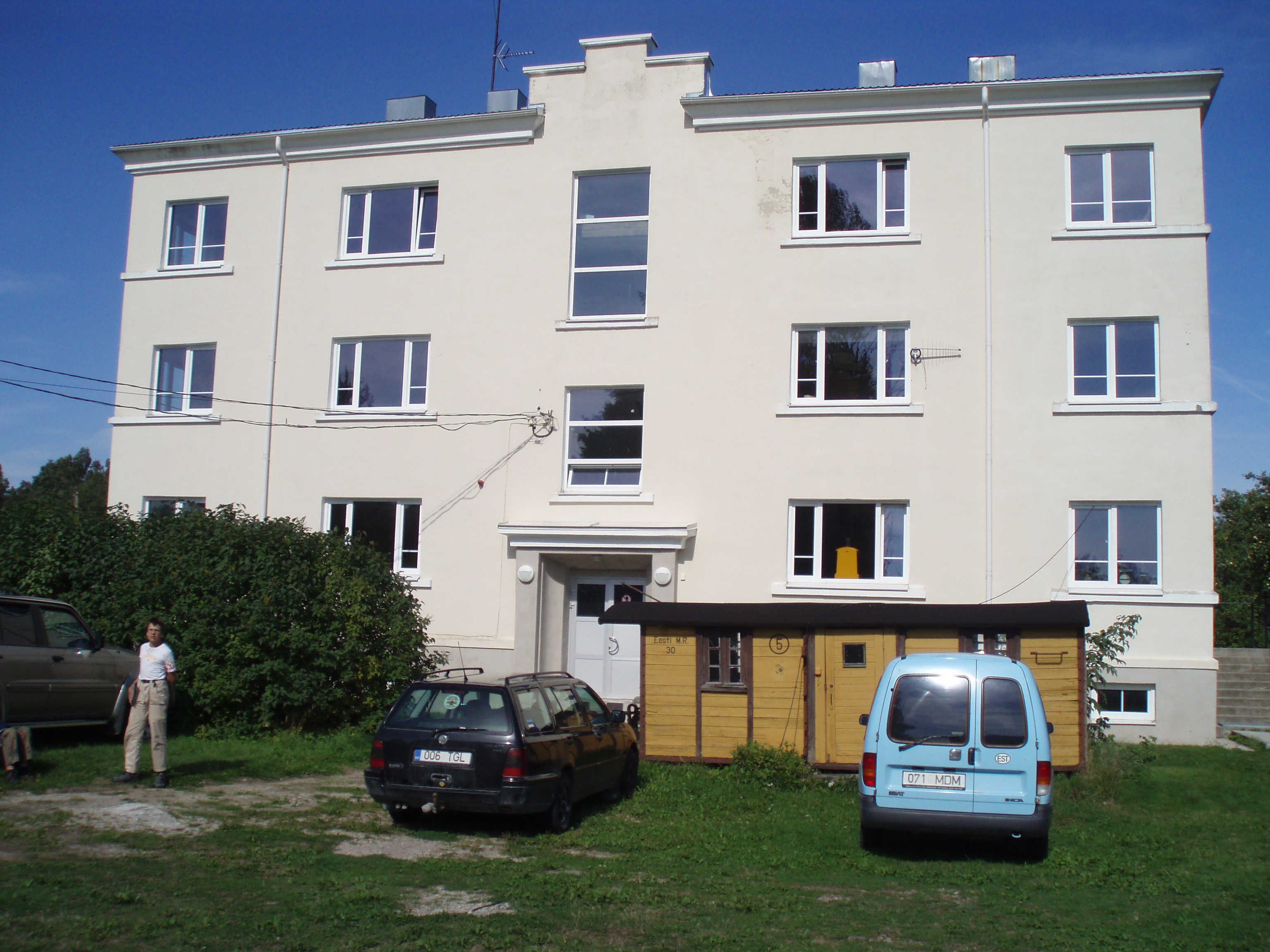
Дом и контора железнодорожного музея

Один из двух на территории бывшего СССР узкоколейных железнодорожных музеев (второй — Переславский железнодорожный музей). По разнообразию коллекции музей в Лавассааре значительно превосходит Переславский музей.
Действующая узкоколейная железная дорога ведёт на торфяное болото. Основана в 1920-х годах и первоначально вела из Лавассааре не только на ближайшее торфяное болото, но и в город Пярну. В 1960-х годах участок Лавассааре — Пярну был разобран, узкоколейка осталась только от посёлка до болота. Затем была построена новая длинная линия, и с 1983 года узкоколейная железная дорога соединяла Лавассааре с посёлком Тоотси (33 километра), став крупнейшей узкоколейкой Эстонии. Летом 2008 года узкоколейная железная дорога перестала работать на большом перегоне Тоотси — Майма (окрестности Лавассааре), и на весну 2009 года планируется разбор путей. Однако вблизи Лавассааре, от посёлка и музея до болота, узкоколейка продолжает работать. Вывезенный с болота в вагонах торф в Лавассааре перегружается на грузовые автомобили.
Летом по субботам по узкоколейке ходит экскурсионный пассажирский поезд. В посёлке Лавассааре есть пассажирская платформа для туристов. Ещё одна пассажирская платформа находится на территории музея.